# Constantin Moxhon
François Michel Arnold Constantin Moxhon (Hoei, 7 februari 1805 - Sclayn, 9 januari 1862) was een Belgisch volksvertegenwoordiger.

## Levensloop
Moxhon was een zoon van de advocaat en magistraat Hubert Moxhon en van Marie-Thérèse Dellecreyer. Hij trouwde met Marie-Hubertine De Ville.
Hij werd industrieel, uitbater van steengroeven in Sclayn. Hij was ook medestichter in 1837 en bestuurder van de Fabrique de Fer du Hoyoux in Hoei. De vennootschap werd al in 1842 geliquideerd.
In 1848 werd hij liberaal volksvertegenwoordiger voor het arrondissement Namen en vervulde dit mandaat tot in 1854.